# 输入法

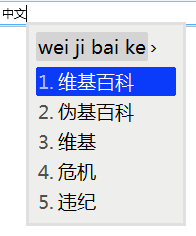
使用朙月拼音方案的小狼毫输入法，大多数拼音输入法的界面与此类似

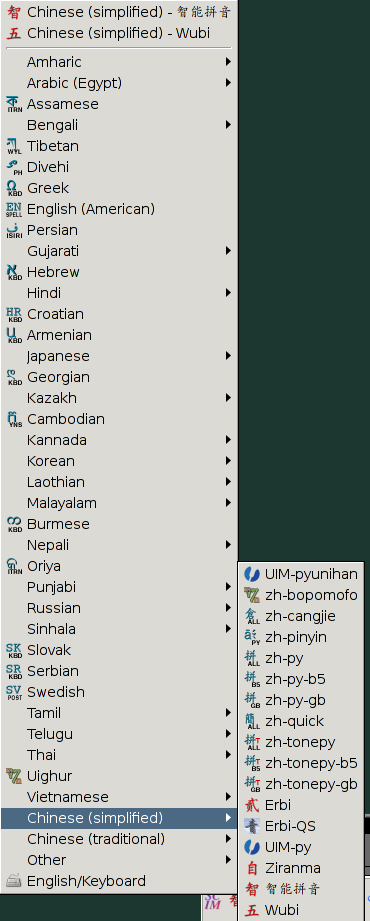
SCIM输入法

输入法编辑器（英語：input method editor，缩写为IME），是指键盘击键或鼠标移动翻译成字符来输入的操作系统组件。

## 语言特征与输入规格
输入法的需求是来源于键盘的限度。键盘原在打字机时代为英文字母而设计，但键盘只有一百来键，在没有软件的帮助下它是无法输入中文或其他大型形意文字的语言。
不同语言、国家、或地区，有多种不同的输入法。
现在世界上，多数的输入法软件是为汉语，韩语，日语而设计。
- 汉语有上万字，不论使用五笔、注音或是拼音，都必须经过一种转换系统来输入汉字。
- 韩语使用大量的谚文。虽然谚文是字母系统，但是它字母组合很特别，也需要一种转换系统。而且，韩语有许多的汉字借词，偶尔需用汉字来分别同音词。
- 日语使用平假名、片假名和汉字。如同中文一样，日文中有两千以上的常用汉字，也需要经过转换系统才可输入。

除了这三种语言，其它需求输入法的语言不是很普遍。这也是有种种原因，像历史，经济，政治、环境等等。拿越南语作比方，虽然越南语不是一种汉藏语系语言，历史上，越南文人是用汉字来拼写自己的语言。这拼写方式叫喃字。但是在二十世纪初，殖民越南的法国建立了教育系统，用拉丁文拼写越南语替换了喃字。
虽然输入法由于速度不适合用于来输入字母文字，但是输入法系统还是可以搭配的。在系统裡，输入法平台可以让用户输入自己键盘不支持的字母，像添加附加符号的字母。

## 输入设备
根据输入设备的不同，输入方式又分为键盘、手写、语音等等。键盘输入是最基础的计算机输入方式。
手写识别借着计算机的认字功能，由使用者的手写字体来辨別漢字或其它符号。语音识别使用话筒和语音识别软件来辩别中文字。

## 输入法的含义
输入法是一个模糊的称呼，可能用于表示编码方案或者输入平台。
编码方案，指把输入的按键变为字符输出的转换规则，例如中文编码方案是把按键序列转换为汉字的规则。例如拼音输入法、五笔输入法、注音输入法。
输入平台，有时也称为输入法引擎（英語：Input Method Engine），或称输入法编辑器（英語：Input Method Editor），缩写为IME，指驱动输入方案以实现实际输入的软件。

## 专利与著作权
输入法的拆字方法与原则若其符合专利法条件可受到专利权的保护。但是任何人依据同一套拆字方法或原则衍生出的编码表是唯一的、都一模一样，所以此编码表不受著作权法保护。

## 另请参阅
- 中文输入法
- 日文輸入法
- 手机输入法
- 語音輸入法
- 键盘布局
- 输入法打字：基本操作，别有道理 （页面存档备份，存于）——深度剖析输入原理并分享输入经验
- 深入分析:如何提高打字速度？ （页面存档备份，存于）——分析输入技巧，提高打字速度
- 拼音&双拼&音形&形码&并击&速录——供普通用户选择时参考